# گازران (فراهان)
گازران روستایی در دهستان فرمهین بخش مرکزی شهرستان فراهان استان مرکزی ایران است.

## جمعیت
بر پایه سرشماری عمومی نفوس و مسکن در سال ۱۳۹۵ جمعیت این مکان ۱۴۳ نفر (۵۳خانوار) بوده‌است.